# Mona Bollerud
Mona Bollerud (1968) es una deportista noruega que compitió en biatlón. Ganó dos medallas de plata en el Campeonato Mundial de Biatlón, en los años 1988 y 1989.

## Palmarés internacional
| Campeonato Mundial | Campeonato Mundial  | Campeonato Mundial | Campeonato Mundial |
| Año                | Lugar               | Medalla            | Prueba             |
| ------------------ | ------------------- | ------------------ | ------------------ |
| 1988               | Chamonix (Francia)  | Medalla de plata   | Relevo             |
| 1989               | Feistritz (Austria) | Medalla de plata   | Equipo             |